# 高西奇
高西奇，东南大学教授、博士生导师，长江学者奖励计划特聘教授，IEEE Fellow，移动通信国家重点实验室副主任。主要从事移动通信与信号处理的理论与应用研究。担任《IEEE Transactions on Wireless Communications》 等国际核心期刊编委。入选中国国家杰出青年基金资助、国家万人计划中青年科技创新领军人才，获得中国国家技术发明奖一等奖。  